# Арчединское сельское поселение (Фроловский район)
Арчединское се́льское поселе́ние — муниципальное образование в Фроловском районе Волгоградской области Российской Федерации.
Административный центр — посёлок Образцы.

## География
Арчединское сельское поселение расположено на западе Фроловского района и граничит:
- на севере — с Дудаченским сельским поселением
- на востоке — с Ольховским районом
- на юге — с Писарёвским сельским поселением
- на западе — с Терновским сельским поселением.

По территории поселения протекает река Арчеда. В пределах поселения летом река является пересыхающей и наполняется только весной во время паводка.
Для поселения, как и для района в целом, характерно наличие многочисленных балок.

## Население
| 2010  | 2012  | 2013  | 2014  | 2015  | 2016  | 2017  |
| ----- | ----- | ----- | ----- | ----- | ----- | ----- |
| 1538  | ↘1523 | ↘1518 | ↗1522 | ↗1527 | ↘1510 | ↘1469 |
| 2018  | 2019  | 2020  | 2021  |       |       |       |
| ↘1424 | ↗1478 | ↘1461 | ↘1441 |       |       |       |

## Состав сельского поселения
| № | Населённый пункт      | Тип населённого пункта          | Население |
| - | --------------------- | ------------------------------- | --------- |
| 1 | Арчедино-Чернушинский | хутор                           | ↘270      |
| 2 | Козлов                | хутор                           | →0        |
| 3 | Манский               | хутор                           | ↘124      |
| 4 | Образцы               | посёлок, административный центр | ↘922      |
| 5 | Рубёжный              | хутор                           | ↘222      |

Кроме того, примерно в 10 км севернее хутора Рубёжный находится бывший пионерский лагерь «Серебряные Пруды» Площадь земельного участка — 1,44 км².. Лагерь назван так по расположенным в его окрестностях трём прудам. Ранее на месте лагеря был хутор Ве́шенский (в народе Ве́шки, Вёшки).

## Местное самоуправление
В соответствии с Законом Волгоградской области от 18 ноября 2005 г. N 1120-ОД «Об установлении наименований органов местного самоуправления в Волгоградской области», в Арчединском сельском поселении установлена следующая система и наименования органов местного самоуправления:
- Совет депутатов Арчединского сельского поселения (11 октября 2009 года избран второй созыв)
численность (первого созыва) — 10 депутатов[17]
Избирательная система — мажоритарная, один многомандатный избирательный округ.
- Администрация Арчединского сельского поселения